# デルロン・バックリー
デルロン・セバスティアン・バックリー（Delron Sebastian Buckley, 1977年12月7日 - ）は、南アフリカ共和国・ダーバン出身の元同国代表の元サッカー選手。

## クラブ経歴
地元のButcherfille Rovers Durbanでキャリアを始め、17歳の時にドイツでのキャリアのほとんどを過ごすことになるVfLボーフムと契約を結んだ。1995年にユースチームを経てブンデスリーガデビューをし、1998年からレギュラーを勝ち取りスタメン出場していった。
ボーフムで9シーズン過ごした後、2004年にアルミニア・ビーレフェルトへ移籍すると15ゴールを決め、チームを降格の危機から救う活躍を見せた。チームは常に苦しい状況だったが、シーズン終盤に審判を小突き6週間の出場停止があったものの、バイエルン・ミュンヘン相手に2ゴールを決めるなど、またプライベートでは娘が生まれ、個人的には最高のキャリアを過ごした。
この活躍からビッグクラブの関心を寄せ、ビーレフェルトでこの1シーズン過ごしただけでボルシア・ドルトムントと移籍金42万5000ユーロで4年契約を結んだ。ミヒャエル・ツォルクゼネラルマネージャーは、"スピードのあるウィンガーで我々の4-3-3システムに完全に合う", "CFにピンポイントパスを送る能力がある"と語っていたが、28試合に出場するもノーゴールと失敗に終わったため、翌2006-07シーズンはスイスのFCバーゼルへ完全移籍のオプション付きで貸し出された。2006年9月10日、ザンクト・ヤコブ・パルクにFCチューリッヒを迎えた試合でデビューをし、2-1で勝利した。2007年7月にドルトムントへ復帰してからは、2007-08シーズンをレギュラーとしてプレーしていたが、ユルゲン・クロップが監督に就任するとベンチを温める日々が続いたため、2009年2月から1.FSVマインツ05でシーズン残りを過ごすことになり、6月30日に放出された。
その後、キプロスのアノルトシス・ファマグスタへ加入し2010-11シーズンの終わりまで過ごした。2011年2月にドイツ2部のカールスルーエSCへ移籍。2012年6月26日、マリッツバーグ・ユナイテッドFCと契約を結び、南アフリカ生まれながらキャリアで初めて母国でプレーすることになった。

## 代表経歴
1998年5月20日のザンビア戦で南アフリカ代表としてデビュー。代表チームでは70試合以上に出場し、1998 FIFAワールドカップ, 2002 FIFAワールドカップ大会に出場している。

## 代表歴

### 出場大会
- 南アフリカ代表
  - 1998 FIFAワールドカップ
  - 2002 FIFAワールドカップ

### 試合数
- 国際Aマッチ 72試合 10得点（1998年-2012年）[10]

| 南アフリカ代表 | 国際Aマッチ | 国際Aマッチ |
| 年             | 出場        | 得点        |
| -------------- | ----------- | ----------- |
| 1998           | 6           | 0           |
| 1999           | 0           | 0           |
| 2000           | 9           | 4           |
| 2001           | 8           | 1           |
| 2002           | 12          | 2           |
| 2003           | 6           | 0           |
| 2004           | 12          | 0           |
| 2005           | 6           | 2           |
| 2006           | 1           | 0           |
| 2007           | 8           | 1           |
| 2008           | 3           | 0           |
| 2009           | 0           | 0           |
| 2010           | 0           | 0           |
| 2011           | 0           | 0           |
| 2012           | 1           | 0           |
| 通算           | 72          | 10          |